# Adrian Constantin

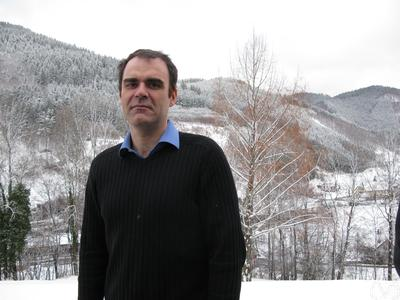
Adrian Constantin in Oberwolfach, 2009

Adrian Constantin (* 22. April 1970 in Temeswar) ist ein rumänisch-österreichischer Mathematiker. Er unterrichtet als Professor an der Universität Wien und forscht auf dem Gebiet der nichtlinearen partiellen Differentialgleichungen.

## Wirken
Adrian Constantin besuchte in Rumänien eine deutschsprachige Schule. Nach dem Abitur studierte er Mathematik an der Universität Nizza Sophia-Antipolis und diplomierte 1992. Constantin promovierte unter Anleitung von Henry P. McKean und Peter Lax 1996 am Courant Institute der New York University. Nach einem Forschungsaufenthalt an der Universität Basel habilitierte er sich 1999 an der Universität Zürich.
Nach einer kurzen Periode als Lecturer an der University of Newcastle upon Tyne in England, wurde er 2000 Professor an der Universität Lund. Von 2004 bis 2008 war er der Inhaber des Erasmus-Smith-Lehrstuhls für Mathematik (English: Erasmus Smith's Chair in Mathematics (1762)) am Trinity College in Dublin. Im Jahr 2007 erhielt er den mit 45.000 Euro dotierten Friedrich-Wilhelm-Bessel-Forschungspreis. Constantin arbeitet über nichtlineare partielle Differentialgleichungen und forscht an der mathematischen Modellierung von Wasserwellen.  Seit September 2008 ist Constantin Universitätsprofessor für Partielle Differentialgleichungen an der Universität Wien. Seit 2008 ist er ebenfalls Professor am King’s College London.
Seit 2016 beteiligt sich Constantin als Projektleiter und sein Team an der Universität Wien an einem vom Wiener Wissenschafts-, Forschungs- und Technologiefonds geförderten interdisziplinären Forschungsprojektes an den Wechselwirkungen von Oberflächenwellen, Internen Wellen und Strömungen am Äquator. Die Untersuchungen überbrücken mathematische, physikalische und ingenieurswissenschaftliche Aspekte. In Wien untersucht werden die Felddaten, die von den Partnern an der Stanford University erhoben und zur Verfügung gestellt werden.

## Auszeichnungen
- 1994: Benedetto-Sciarra-Preis der Scuola Normale Superiore di Pisa
- 2005: Göran-Gustafsson-Preis der Königlich Schwedischen Akademie der Wissenschaften
- 2007: Friedrich-Wilhelm-Bessel-Forschungspreis der Alexander-von-Humboldt-Stiftung
- 2009: Fluid Dynamics Research Prize der Japan Society for Fluid Mechanics
- 2010: Advanced Grant des Europäischen Forschungsrates (ERC)[9]
- 2012: Plenarvortrag auf dem Europäischen Mathematikerkongress (ECM) in Krakau (Some mathematical aspects of water waves).
- 2020: Wittgenstein-Preis des Österreichischen Wissenschaftsfonds[10]
- 2022: Aufnahme als Mitglied der Sektion Mathematik in die Nationale Akademie der Wissenschaften Leopoldina
- 2022: Ehrenbürger der Stadt Temeswar/Timișoara[11]
- 2024: Wirkliches Mitglied der Österreichischen Akademie der Wissenschaften[12]

## Werke (Auswahl)
Fachartikel
- mit J. Escher: Global existence and blow-up for a shallow water equation, Ann. Scuola Norm. Sup. Pisa Cl. Sci. (4) 26 (1998), no. 2, 303–328.
- mit B. Kolev: Geodesic flow on the diffeomorphism group of the circle, Comment. Math. Helv. 78 (2003), no. 4, 787–804.
- The trajectories of particles in Stokes waves, Invent. Math. 166 (2006), no. 3, 523–535.
- mit A. Bressan: Global conservative solutions of the Camassa-Holm equation, Arch. Ration. Mech. Anal. 183 (2007), no. 2, 215–239.
- mit J. Escher: Particle trajectories in solitary water waves, Bull. Amer. Math. Soc. (N.S.) 44 (2007), no. 3, 423–431
- mit D. Lannes: The hydrodynamical relevance of the Camassa-Holm and Degasperis-Procesi equations, Arch. Ration. Mech. Anal. 192 (2009), no. 1, 165–186.
- mit J. Escher: Analyticity of periodic traveling free surface water waves with vorticity., Ann. of Math. (2) 173 (2011), no. 1, 559–568.

Bücher
- Nonlinear Water Waves with Applications to Wave-Current Interactions and Tsunamis, SIAM-Society for Industrial and Applied Mathematics 2011, ISBN 978-1611971866.